# Jürgen Reipka
Jürgen Reipka (* 14. Dezember 1936 in Hannover; † 31. Dezember 2013 in Pfarrkirchen) war ein deutscher Maler.

## Werdegang
Reipka studierte von 1960 bis 1963 an der Kunstschule Bremen bei Johannes Schreiter und von 1963 bis 1968 an der Akademie der Bildenden Künste München bei Josef Oberberger. Hier war er ab 1973 Professor und von 1976 bis 1979 deren Präsident. Daneben war Reipka Mitglied des Deutschen Künstlerbundes, der „Neuen Gruppe“ München und des Präsidiums der Ausstellungsleitung Haus der Kunst in München.
Ab 1964 fanden über 400 Ausstellungsbeteiligungen und Einzelausstellungen statt, u. a. 1970 im Kunstverein Ingolstadt. Arbeiten Reipkas befinden sich in etlichen Sammlungen, darunter die Bayerische Staatsgemäldesammlung, die Staatliche Sammlung in Stuttgart sowie die Staatliche Graphische Sammlung München.
Für den U-Bahnhof Münchner Freiheit gestaltete er einen 24 Meter langen Fries, der sich an der südlichen Wandseite über den Tunneleingängen erstreckt.
In der Druckwerkstatt des Passauer „Kulturmodells“ (eine Einrichtung der Stadt Passau, die ehrenamtlich verwaltet wird) hat Jürgen Reipka 1994 bis 1998 bei mehreren Aufenthalten eine große Zahl von Monotypien von der Stahlblechplatte hergestellt. Unter dem Namen „Passauer Monotypien“ hat er sie in zwei (schwer zugänglichen) Katalogen dokumentiert.
Jürgen Reipka lebte und arbeitete in München und in Pfarrkirchen, wo er am Silvesterabend 2013 nach langer Krankheit verstarb.

## Auszeichnungen
- 1995: Seerosenpreis

## Schüler
- Michael Schölß[6]
- Alexander Schidrich[7]